# Listă de serii cu zece filme
Aceasta este o listă de serii cu zece filme.

Legenda:
- (A) – Serie de filme 100% animate
- (a) – Serie de filme care nu sunt 100% animate și conțin filme artistice ca sequel sau prequel
- (TV) – film de televiziune
- (V) – direct pe video
- (*) – serial TV atașat

## Serii
- Black Emanuelle
  1. Emanuelle nera (1975)
  2. Emanuelle nera No. 2 (1976)
  3. Emanuelle nera orient reportage (1976)
  4. Emanuelle in America (1977)
  5. Emanuelle – Perche Violenza alle Donne? (1977)
  6. Suor Emanuelle (1977)
  7. Emanuelle e gli ultimi cannibali (1977)
  8. La Via della prostituzione (1978)
  9. Violenza in un carcere femminile (1982)
  10. Emanuelle fuga dall'inferno (1983)

- Crime Doctor
  1. Crime Doctor (1943) 
  2. Crime Doctor's Strangest Case (1943)
  3. Shadows in the Night (1944)
  4. Crime Doctor's Warning (1945)
  5. The Crime Doctor's Courage (1945)
  6. Just Before Dawn (1946)
  7. Crime Doctor's Man Hunt (1946)
  8. The Millerson Case (1947)
  9. Crime Doctor's Gamble (1947)
  10. The Crime Doctor's Diary (1949)

- Digimon ***** (A)
  1. Digimon Adventure (1999)
  2. Digimon Adventure: Our War Game! (2000)
  3. Digimon Adventure 02: Digimon Hurricane Touchdown!!/Supreme Evolution! The Golden Digimentals (2000)
  4. Digimon Adventure 02: Diaboromon Strikes Back (2001) (aka Revenge of Diaboromon)
  5. Digimon Tamers: The Adventurers' Battle (2003) (aka Battle of Adventurers)
  6. Digimon Tamers: Runaway Digimon Express (2003) (aka Runaway Locomon)
  7. Digimon Frontier: Revival of the Ancient Digimon (2004) (aka Island of Lost Digimon)
  8. Digital Monster X-Evolution (2005)
  9. Digimon Savers - The Movie: Ultimate Power! Activate Burst Mode!! (2006)
  10. Digimon Savers 3D: The Digital World in Imminent Danger! (TBA)
- Ernest P. Worrell *
  1. Dr. Otto and the Riddle of the Gloom Beam (1986)
  2. Ernest Goes to Camp (1987)
  3. Ernest Saves Christmas (1988)
  4. Ernest Goes to Jail (1990)
  5. Ernest Scared Stupid (1991)
  6. Ernest Rides Again (1993)
  7. Ernest Goes to School (1994)
  8. Slam Dunk Ernest (1995)
  9. Ernest Goes to Africa (1997)
  10. Ernest in the Army (1998)

- An eleventh film, Ernest the Pirate was left uncompleted at the time of its star's death.

- Fantozzi
  1. Fantozzi (1975)
  2. Il secondo tragico Fantozzi (1976)
  3. Fantozzi contro tutti (1980)
  4. Fantozzi subisce ancora (1983)
  5. Superfantozzi (1986)
  6. Fantozzi va in pensione (1988)
  7. Fantozzi alla riscossa (1990)
  8. Fantozzi in paradiso (1993)
  9. Fantozzi - Il ritorno (1996)
  10. Fantozzi 2000 - La clonazione (1999)

- Foolish Years
  1. Wacky Years (1977)
  2. The Time for Love has Come (1980) (aka Wacky Years II)
  3. Love, but Don't Lose Your Head (1981)
  4. Like Grandpa, Like Grandson (1983)
  5. Come and Go (1983)
  6. What Happens When Love Comes to Town (1984)
  7. Žika's Dynasty (1985)
  8. Second Žika's Dynasty (1986)
  9. Weird Years (1988)
  10. Žika's Wedding (1992) (aka Ženidba Žike Pavlovića in Croatia)

- Hanna-Barbera Superstars 10 *
  1. Yogi's Great Escape (1986)
  2. The Jetsons Meet the Flintstones (1987)
  3. Scooby-Doo Meets the Boo Brothers (1987)
  4. Yogi Bear and the Magical Flight of the Spruce Goose (1987)
  5. Top Cat and the Beverly Hills Cats (1988)
  6. Scooby-Doo and the Ghoul School (1988)
  7. Rockin' with Judy Jetson (1988)
  8. Yogi and the Invasion of the Space Bears (1988)
  9. The Good, the Bad, and Huckleberry Hound (1988)
  10. Scooby-Doo and the Reluctant Werewolf (1988)

- Halloween
  1. Halloween (1978)
  2. Halloween II (1981)
  3. Halloween III: Season of the Witch (1982)
  4. Halloween 4: The Return of Michael Myers (1988)
  5. Halloween 5: The Revenge of Michael Myers (1989)
  6. Halloween: The Curse of Michael Myers (1995)
  7. Halloween H20: 20 Years Later (1998)
  8. Halloween: Resurrection (2002)
  9. Halloween (2007 film) (2007)
  10. Halloween II (2009 film) (2009)

- Ma and Pa Kettle
  1. The Egg and I (1947)
  2. Ma and Pa Kettle (1949)
  3. Ma and Pa Kettle Go to Town (1950)
  4. Ma and Pa Kettle Back on the Farm (1951)
  5. Ma and Pa Kettle at the Fair (1952)
  6. Ma and Pa Kettle on Vacation (1953)
  7. Ma and Pa Kettle at Home (1954)
  8. Ma and Pa Kettle at Waikiki (1955)
  9. The Kettles in the Ozarks (1956)
  10. The Kettles on Old MacDonald's Farm (1957)
- McBride
  1. McBride: Murder Past Midnight (2005) (TV)
  2. McBride: The Chameleon Murder (2005) (TV)
  3. McBride: It's Murder, Madam (2005) (TV)
  4. McBride: The Doctor Is Out... Really Out (2005) (TV)
  5. McBride: Tune in for Murder (2005) (TV)
  6. McBride: Anybody Here Murder Marty? (2005) (TV)
  7. McBride: Fallen Idol (2006) (TV)
  8. McBride: Dogged (2007) (TV)
  9. McBride: Semper Fi (2008) (TV)
  10. McBride: Requiem (2009) (TV)
- Maisie
  1. Maisie (1939)
  2. Congo Maisie (1940)
  3. Gold Rush Maisie (1940)
  4. Maisie Was a Lady (1941)
  5. Ringside Maisie (1941)
  6. Maisie Gets Her Man (1942)
  7. Swing Shift Maisie (1943)
  8. Maisie Goes to Reno (1944)
  9. Up Goes Maisie (1946)
  10. Undercover Maisie (1947)

- One Piece *
  1. One Piece (2000)
  2. Clockwork Island Adventure (2001)
  3. Chopper's Kingdom on the Island of Strange Animals (2002)
  4. Dead End Adventure (2003)
  5. Curse of the Sacred Sword (2004)
  6. Baron Omatsuri and the Secret Island (2005)
  7. Giant Mecha Soldier of Karakuri Castle (2006)
  8. The Desert Princess and the Pirates: Adventures in Alabasta (2007)
  9. Episode of Chopper Plus: Bloom in the Winter, Miracle Sakura (2008)
  10. Strong World (2009)

- Puppet Master
  1. Puppet Master (1989)
  2. Puppet Master II (1991)
  3. Puppet Master III: Toulon's Revenge (1991)
  4. Puppet Master 4 (1993)
  5. Puppet Master 5: The Final Chapter (1994)
  6. Curse of the Puppet Master (1998)
  7. Retro Puppet Master (1999)
  8. Puppet Master: The Legacy (2003)
  9. Puppet Master vs Demonic Toys (2004)
  10. Puppet Master: Axis of Evil (2010)

- Tinieblas (aka Tinieblas el Gigante)
  1. Las Momias de Guanajuato (1970)
  2. Los Campeones justicieros (1971) (aka The Champions of Justice)
  3. Superzan el invencible (1971)
  4. Una Rosa sobre el ring (1973)
  5. El Castillo de las momias de Guanajuato (1973)  (aka The Castle of the Mummies of Guanajuato)
  6. Leyendas macabras de la colonia (1974)
  7. Las Momias de San Ángel (1975)
  8. El Investigador Capulina (1975)
  9. El Puño de la muerte (1982)
  10. La Furia de los karatecas (1982) (aka Fury of the Karate Killers)
- Yogi Bear **** (a)
  1. Hey There, It's Yogi Bear! (1964)
  2. Yogi's Ark Lark (1972) (TV)
  3. Yogi's First Christmas (1980) (TV)
  4. Yogi Bear's All Star Comedy Christmas Caper (1982) (TV)
  5. Yogi's Great Escape (1987) (TV)
  6. Yogi and the Invasion of the Space Bears (1988) (TV)
  7. The Good, the Bad, and Huckleberry Hound (1988) (TV)
  8. Yogi Bear and the Magical Flight of the Spruce Goose (1988) (TV)
  9. Yogi the Easter Bear (1994) (TV)
  10. Yogi Bear (2010) (Live-action)
- Zero Woman
  1. Zeroka no onna: Akai wappa (Zero Woman: Red Handcuffs) (1974)
  2. Zero Woman: Keishichô 0-ka no onna (Zero Woman: Final Mission) (1995)
  3. Zero Woman 2 (1995)
  4. Zero Woman III: Keishichô 0-ka no onna (Zero Woman: Assassin Lovers) (1996)
  5. Zero Woman: Namae no nai onna (Zero Woman: The Accused) (1997)
  6. Zero Woman: Kesenai kioku (Zero Woman: The Hunted) (1997)
  7. Zero Woman: Abunai yûgi (Zero Woman: Dangerous Game) (1998)
  8. Zero Woman: Saigo no shirei (Zero Woman Returns) (1999)
  9. Shin Zero Ûman-0-ka no onna: futatabi... (Zero Woman 2005) (2004)
  10. Zero Woman R (2007)